# Alexander Krull

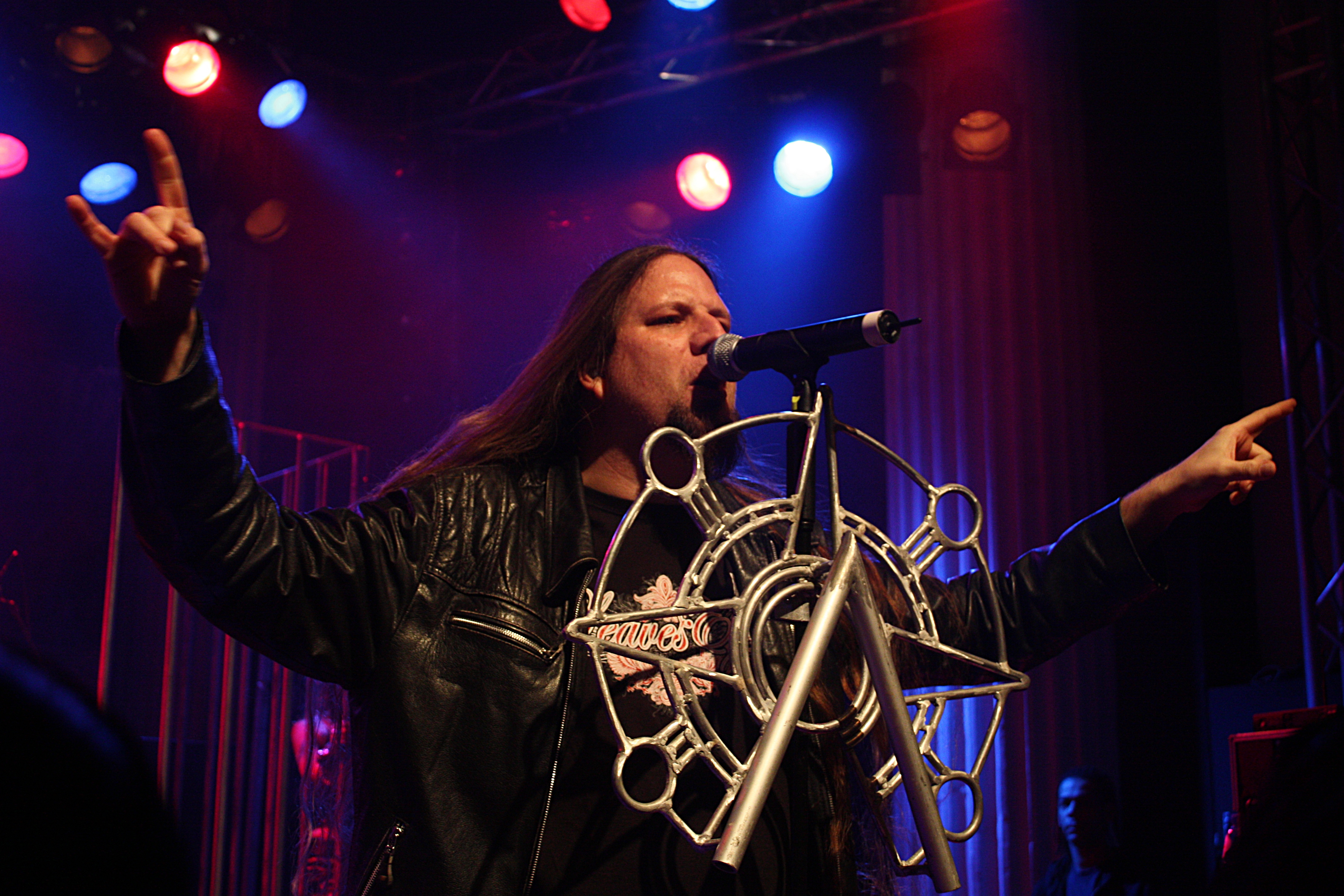
Alexander Krull

Alexander Krull (Ludwigsburg - Baden-Württemberg, 31 juli, 1970) is een Duitse zanger. Krull is zanger van de Duitse metalband Atrocity en eveneens de achtergrondzanger van Leaves' Eyes.

## Biografie
Krull richtte Atrocity op in 1985 in Ludwigsburg, Duitsland. Hij werkt als muziekproducer voor Elis, Leaves' Eyes en Erben der Schöpfung. Hij werkt met deze bands in de Mastersound Studio.

## Persoonlijk
Hij was van 2003 tot 2016 getrouwd met Liv Kristine Espenæs Krull van de Noors/Duitse metalband Leaves' Eyes, met wie hij een zoontje heeft. Alexander en Liv zijn vegetariërs. Zijn zus Yasmin Krull was vroeger een achtergrondzangeres bij Atrocity. Ze woont nu in Northland, Nieuw-Zeeland en werkt er als Celtic folk zangeres.